# Mutáns (Marvel Comics)
A mutánsok a Marvel Comics képregényeinek, elsősorban az Uncanny X-Men című sorozatnak és kapcsolódó kiadványainak szereplői. Ezek a mutánsok olyan emberek akik genetikai elváltozásokkal születtek, amik emberfeletti képességekkel ruházzák fel őket és ők testesítik meg az emberi evolúció következő szintjét.